# 吴亦侠
吴亦侠（1943年—1998年），男，山东莱阳人，中华人民共和国政治人物。

## 生平
早年毕业于吉林农业大学土化系，后入伍，供职于吉林省九台县委办公室。1980年，升任九台县委副书记。1983年，任中共长春市委常委、长春市副市长；次年改中共长春市委副书记。1996年，任中共长春市委书记。1987年，担任吉林省人民政府常务副省长。1992年，兼任中共吉林省委副书记。1993年，改任中华人民共和国农业部副部长。1996年，调任中共贵州省委副书记，贵州省人民政府代省长、省长。